# 926

## Dogodki
- Bitka v bosanskem višavju

## Smrti
Neznan datum
- Alogobotur, bolgarski plemič in vojskovodja (* 9. stoletje)